# Devel Sixteen Prototype
El Devel Sixteen (llamado Devel Sixteen o Devel 16) es un hipercoche presentado en el Salón del Automóvil de Dubái en 2013, sin embargo sólo sigue siendo un prototipo (de ahí el nombre Devel Sixteen Prototype). Fue diseñado por Defining Extreme Vehicles Car Industry L.L.C. (DEVEL) en los Emiratos Árabes Unidos.

## Motor
El alto octanaje, según el fabricante, puede producir más de 5000 CV a 6.900 rpm y 4771 Nm de par a 6.600 rpm con gasolina de alto octanaje. Con gasolina de 92 octanos el rendimiento baja a 3000 CV y 3263 Nm de par. Defining Extreme Vehicles dice que acelera de 0 a 100 km/h en 1.8 segundos y alcanza una velocidad máxima de 560 km/h.
En junio de 2022 se produjo un modelo con un motor v8 con 1500 - 2000 Cv pero sus especificaciones no se han aclarado 

## En videojuegos
Apareció en el juego Asphalt 8: Airborne, como un auto de clase S de gama alta.
Apareció en el juego Grand Theft Auto Online como un superdeportivo inspirado llamado Deveste Eight.
apareció en el juego Asphalt 9: Legends como rey absoluto del juego. También aparece en el juego de carreras Drag CSR2.
Apareció en un juego dentro de Roblox, Driving Empire  Car Racing como el coche más rápido.